# Amenhotep Houy
Pour les articles homonymes, voir Amenhotep.
Amenhotep, appelé Houy, est vice-roi de Koush à la fin de la XVIIIe dynastie sous le règne de Toutânkhamon. Il succède à Djehoutymès, qui a servi sous Akhenaton. Il est plus tard remplacé par son fils Paser.
Amenhotep (appelé Houy) est le fils d'une dame du nom de Ouerner. Son père n'est pas connu. Houy est marié à Taemouadjsy, la responsable du harem d'Amon et du harem de Nebkhéperourê (Nom de Nesout-bity de Toutânkhamon). Ils ont un fils nommé Paser.
Houy porte les titres de : Scribe des lettres du vice-roi Merymosé ; scribe du roi ; messager du roi dans tous les pays.
Sur une fresque — recopiée d'après nature sur site lors de l'expédition scientifique prussienne de Karl Richard Lepsius en Égypte et en Nubie (1842-1845), et reprise dans une planche de son monumental ouvrage Monuments d'Égypte et d'Éthiopie (1849-1959) —, on voit un personnage agitant l'éventail à plume unique (ou « flabellum-sceptre » indiquant son haut rang de « porteur de l'éventail à la droite du roi ») devant la face de Pharaon. Les deux personnages ont été identifiés comme étant Amenhotep Houy rendant hommage à Toutânkhamon : il semble donc qu'on doive ajouter à ses charges le titre honorifique de flabellifère à la droite du pharaon Toutânkhamon.   

## Sépulture
Amenhotep Houy est enterré dans la tombe TT40 située à Gournet Mourraï (vallée des Nobles de la nécropole thébaine).